# So Omae
So Omae (japanisch 大前 壮 Omae So; * 3. Februar 1995) ist ein japanischer Fußballspieler.

## Karriere
So Omae stand die Saison 2020/21 beim thailändischen Drittligisten Sakon Nakhon FC unter Vertrag. Mit dem Verein aus Sakon Nakhon spielte er in North/Eastern Region der Liga. Zu Beginn der Saison 2021/22 wechselte er zu dem in der Bangkok Metropolitan Region spielenden Prime Bangkok FC. Für den Verein aus der Hauptstadt Bangkok bestritt er 23 Ligaspiele. Hierbei erzielte er fünf Tore. Im Sommer 2022 unterschrieb er in Loei einen Vertrag bei dem in der North/Eastern Region spielenden Muang Loei United FC. Bis Ende des Jahres bestritt er zwölf Ligaspiele. Im Januar 2023 zog es ihn nach Kambodscha, wo er einen Vertrag beim Erstligisten Prey Veng FC unterschrieb.